# Sainte-Enimie
Sainte-Enimie is een Franse plaats en voormalige gemeente gelegen in het departement Lozère in de regio Occitanie. De inwoners noemt men Santrimiols.
Het ligt dicht bij de Gorges du Tarn. Sainte-Enimie is lid van Les Plus Beaux Villages de France. Men kan van hieruit kanoën op de rivier de Tarn

## Geschiedenis
De gemeente maakte deel uit van het gelijknamige kanton totdat dit op 22 maart 2015 werd opgeheven en de gemeente werd opgenomen in het kanton Florac. Op 1 januari 2017 fuseerde met Montbrun en Quézac tot de commune nouvelle Gorges du Tarn Causses, waarvan Sainte-Enimie de hoofdplaats werd. Tot de gemeentefusie  bestond Sainte-Enimie uit 25 gehuchten en dorpen met onder meer:
- Boisset
- Castelbouc
- Champerboux
- Hauterives
- Prades
- Pougnadoires
- Saint-Chély-du-Tarn
- Sauveterre

## Demografie
Onderstaande figuur toont het verloop van het inwonertal.

## Bezienswaardigheden
- Kerk
- Brug over de Tarn
- Château de Prades
- Château de Castelbouc

## Afbeeldingen

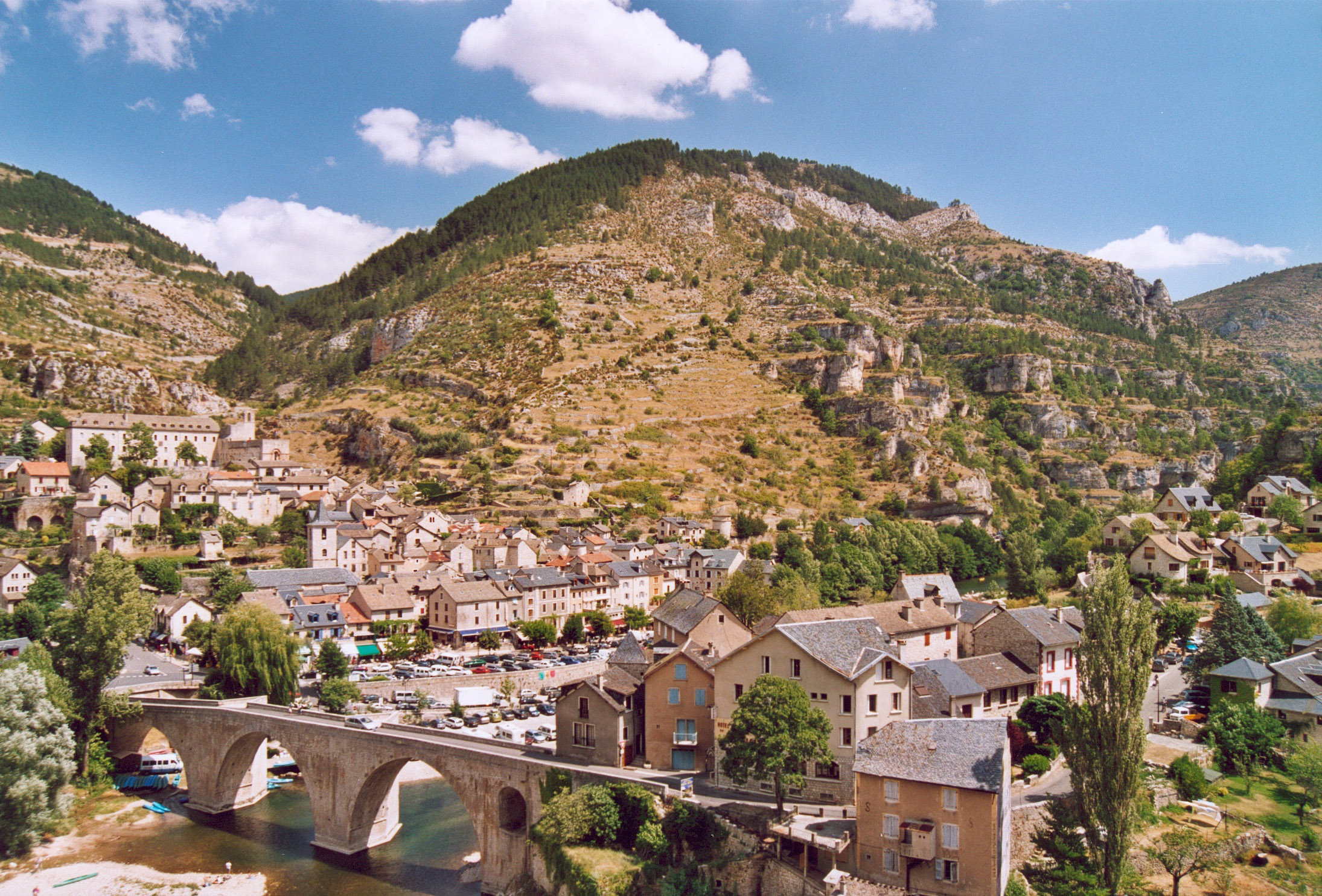
Gezicht op Sainte Enimie
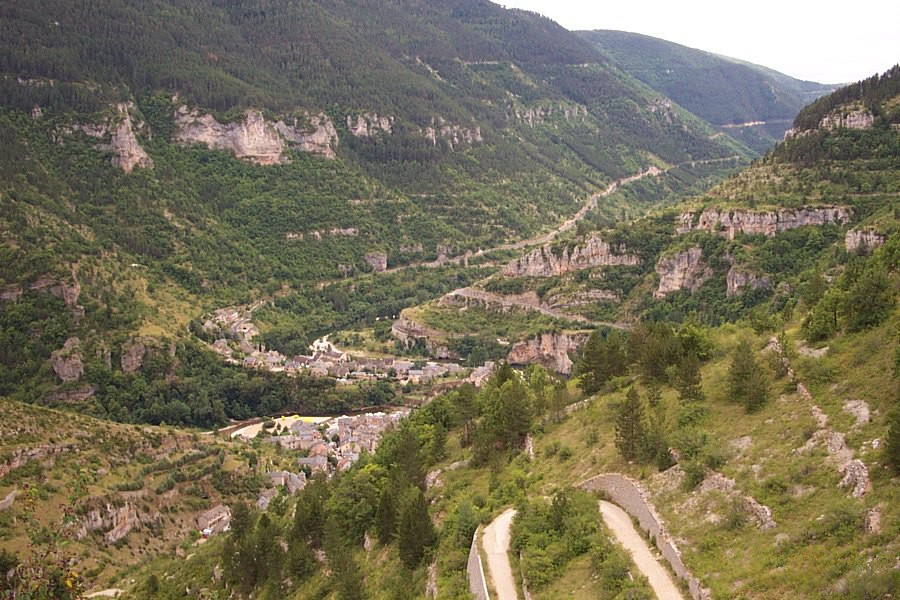
Sainte Enimie en de Gorges du Tarn